# Leskovca
Leskovca je naselje v Občini Laško. Ustanovljeno je bilo leta 1980 iz dela ozemlja naselja Male Grahovše. Leta 2015 je imelo 91 prebivalcev.